# Gölköy
Gölköy este un oraș din Turcia.